# Paducia aterrima
Paducia aterrima är en insektsart som beskrevs av Hille Ris Lambers 1952. Paducia aterrima ingår i släktet Paducia och familjen långrörsbladlöss. Inga underarter finns listade i Catalogue of Life.